# دبان (الطفة)

تعديل مصدري - تعديل

دبان هي إحدى قرى عزلة ال هياش بمديرية الطفة التابعة لمحافظة البيضاء، بلغ تعداد سكانها 179 نسمة حسب تعداد اليمن لعام 2004.